# Instituto de Historia de la Medicina y de la Ciencia López Piñero
El Instituto de Historia de la Medicina y de la Ciencia López Piñero fue un centro de investigación mixto del Consejo Superior de Investigaciones Científicas (CSIC) y de la Universidad de Valencia (España), dedicado a los estudios históricos y sociales sobre la medicina y la ciencia. Actualmente es un instituto interuniversitario de cuatro universidades de Castellón, Valencia y Alicante. Se denomina actualmente Instituto Interuniversitario López Piñero de estudios históricos y sociales sobre ciencia, tecnología, medicina y medio ambiente.

## Historia
El instituto fue creado en 1985 por el profesor José María López Piñero, catedrático de Historia de la Medicina de la Universitat de València y su primer director, con el nombre de «Instituto de Estudios Históricos y Documentales sobre la Ciencia». Se estructuró en tres unidades: historia de la ciencia; bibliometría y análisis documental de la información científica; e información y documentación médico-asistencial. También contó con dos unidades de servicio: la Biblioteca y Museo Histórico-médicos, y el Centro de Documentación e Información en Biomedicina –dirigido por la catedrática de Documentación María Luz Terrada Ferrandis–, cuyo antecedente era el Centro de Documentación e Informática Médica, centro propio del CSIC integrado en el CENIDOC (Centro Nacional de Información y Documentación Científica). El centro estaba ubicado en la Facultad de Medicina de la Universidad de Valencia, en los locales del Departamento de Historia de la Ciencia y Documentación. Los objetivos del centro eran el estudio de la actividad científica española e iberoamericana desde la antigüedad, el estudio de los sistemas médicos, la elaboración de repertorios bibliográficos y documentales, la obtención de indicadores de la actividad científica y sanitaria, la creación de bases de datos (entre ellas el IME, Índice Médico Español), el desarrollo de sistemas de información médica, el estudio de la terminología científica y el estudio de las necesidades de información científica y médica. 
Entre 1998 y 1999 el instituto sufrió una primera remodelación, estructurándose en dos unidades de investigación: Unidad de Historia de la Ciencia y Unidad de Documentación. La Biblioteca y Museo Histórico-médicos quedaron vinculados a la Unidad de Historia de la Ciencia, despareciendo los servicios de documentación. Su nombre cambió a «Instituto de Historia de la Ciencia y Documentación López Piñero».
En 2008 el instituto sufrió otra reestructuración, destinada a concentrar la actividad investigadora en la historia de la medicina y de la ciencia, integrando la Biblioteca Histórico-médica Vicente Peset Llorca y el nuevo Museo de Historia de la Medicina y de la Ciencia (actualmente en fase de organización), y adoptando la actual denominación. El objetivo de la remodelación era dotar al centro de un nuevo proyecto e identidad científica. Esta reestructuración coincidió con el traslado del centro a la actual sede en el recientemente rehabilitado Palacio Cerveró, edificio histórico propiedad de la Universidad de Valencia.
El 30 de enero de 2017, el Consejo de Gobierno de la Universitat de València, y después de un informe con la máxima cualificación por parte de la agencia evaluadora estatal (ANECA), se aprobó el trámite para la creación del Institut Interuniversitari López Piñero, un centro con las universidades de Alicante, Miguel Hernández de Elche, Valencia y Jaume I de
Castellón. El centro fue evaluado positivamente por la Generalitat Valenciana en mayo de 2018 y finalmente se publicó su creación en el DOGV el 21 de noviembre de 2018 (Decreto del
Consell 201/2018 de 9 de noviembre) que estableció la constitución del “Instituto Interuniversitario López Piñero de Estudio Históricos y Sociales, sobre ciencia, tecnología, medicina y medio ambiente” {{}}. El Instituto cuenta también con un excelente Colección Científico-Médica que ha sido reconocida oficialmente como colección museográfica permanente de la Comunidad Valenciana {{}}.
Los antecedentes del instituto fueron el Instituto de Historia de la Medicina, creado por el profesor López Piñero en los años 70 bajo el amparo de la Institució Alfons el Magnànim de la Diputación de Valencia, el Seminario de Historia de la Medicina y la Cátedra de Historia de la Medicina de la Universidad de Valencia, que fueron el germen del actual instituto. A lo largo de sus años de existencia, el centro ha sido pionero en el cultivo de nuevos temas de investigación y en la aplicación de técnicas y métodos historiográficos y documentales (bibliometría, historia social, análisis documental, informática aplicada). En el instituto se ha creado una destacada escuela española de historiadores de la ciencia y de documentalistas, actualmente repartidos por todo el país. 

## Grupos y líneas de investigación
El instituto está estructurado en cuatro grupos de investigación: 
- Medicina contemporánea: Saberes, Prácticas y Escenarios.
- Ciencia, Técnica y Sociedad: Estudios Históricos.
- Medicina, Historia y Sociedad.
- Comunicación e Información Científicas.

El objetivo del instituto es el estudio de la medicina y la ciencia contemporáneas y sus antecedentes en la Edad Moderna, particularmente en el contexto español, sin descartar otros períodos y ámbitos en el marco de los estudios internacionales. Las líneas de investigación del instituto son:
- Salud, enfermedad y terapéutica en la España contemporánea en el contexto europeo e internacional, con especial atención a la salud rural, las políticas sanitarias, las enfermedades infecciosas, la alimentación, las especialidades médicas y la medicina popular.
- Actividad científica en la España contemporánea y sus antecedentes en la Edad Moderna, con particular dedicación a los conocimientos y prácticas científicas, la institucionalización de la actividad científica y la cultura material de la ciencia; esta área se amplía al estudio del pensamiento filosófico y científico de la India antigua.
- Comunicación e información científicas en España en los siglos XIX y XX, centrándose en el estudio de los contenidos, el discurso y la retórica de la medicina y la ciencia en la prensa y la publicidad, así como el análisis de redes sociales aplicado a los procesos de producción y consumo de información científica en historia de la ciencia.

El instituto editó en las décadas anteriores la serie Cuadernos Valencianos de Historia de la Medicina y de la Ciencia, en la que se han publicado 52 volúmenes de monografías, textos clásicos y repertorios bibliográficos; la revista Cronos, especializada en historia de la ciencia; la colección de monografías y textos del Seminario de Estudios sobre la Ciencia; y la serie «Clásicos españoles de la Medicina y la Ciencia» en formato CD. Asimismo el instituto colaboró en la base de datos de la Bibliografía Española de Historia de la Ciencia y de la Técnica. Más recientemente ha producido un curso online de introducción a la historia de la ciencia, la tecnología y la medicina en 10 lecciones , así como un manual en abierto titulado Saberes en Acción {{}} . También desarrolla el Máster Oficial en Historia de la Ciencia y Comunicación Científica {{}}.

## Biblioteca Histórico-médica Vicente Peset Llorca

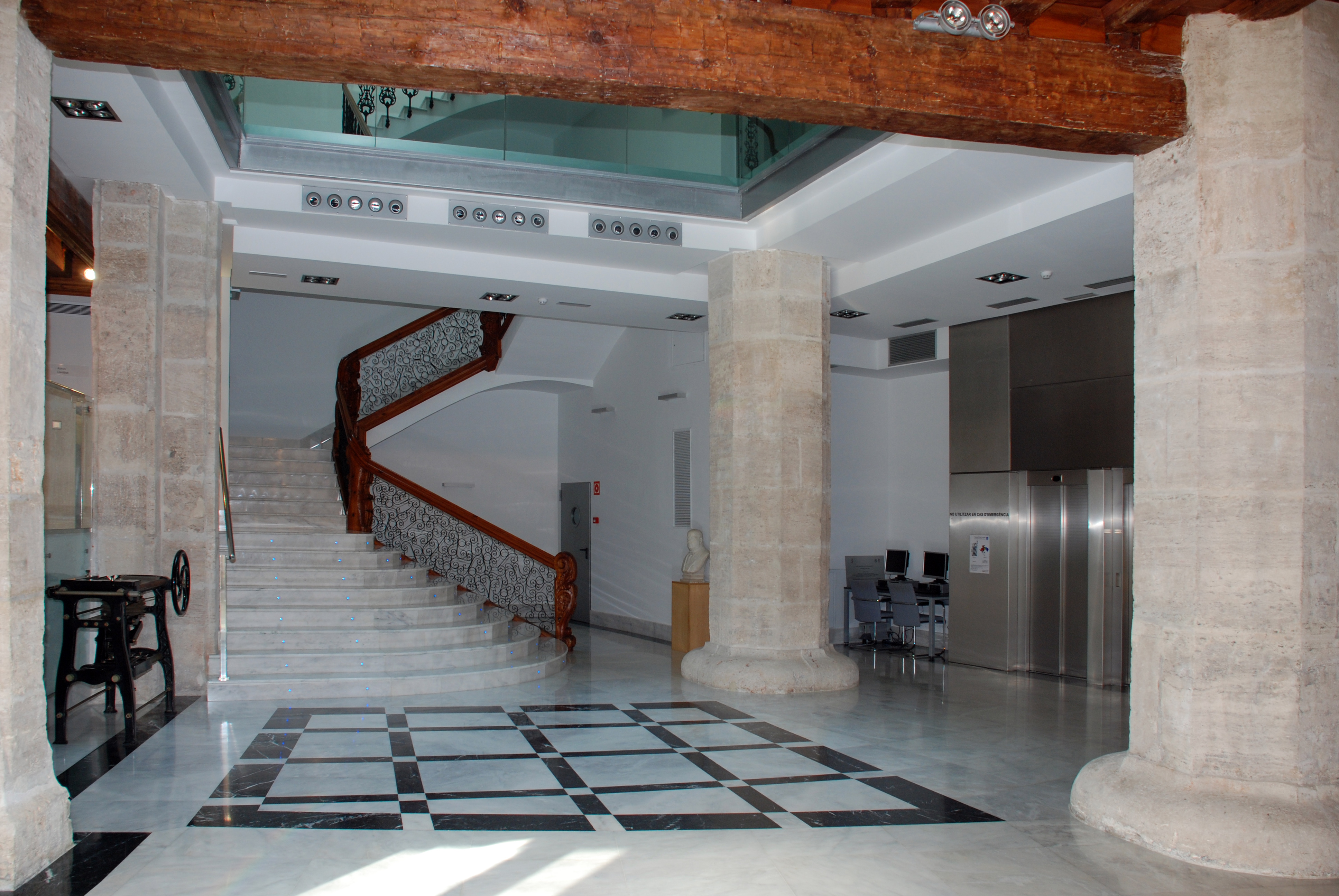
Interior del Instituto.

La Biblioteca Histórico-médica posee un fondo de más de treinta mil volúmenes, entre los que se hallan unos 3000 libros médicos de los siglos XVI al XVIII, unos 15 000 libros de los siglos XIX y XX, así como colecciones de importantes revistas del Setecientos y el Ochocientos. La biblioteca contiene también una colección de monografías sobre historia de la ciencia (y otros temas complementarios) formada por 10 000 volúmenes, una colección de las más importantes revistas especializadas en dicha área y una sección de obras de referencia con más de 1000 títulos. 
Su núcleo originario fue el fondo antiguo de la biblioteca de la Facultad de Medicina de la Universidad de Valencia, al que después se han sumado las donaciones que desde hace más de cien años vienen haciendo de forma continuada médicos valencianos y del resto de España. Entre las más antiguas destacan tres figuras de la pasada centuria: la de León Sánchez Quintanar, notable por su riqueza en valiosos ejemplares de libros renacentistas y barrocos; la de Enrique Ferrer Viñerta, fundamentalmente de tema quirúrgico; y la de Peregrín Casanova, con una nutrida colección de textos darwinistas. También ha incorporado el fondo del Observatorio Astronómico de la Universitat de València y la colección de libros y manuscritos del naturalista Ignacio Sala y del médico forense Antonio Lecha-Marzo.
Entre las otras donaciones del siglo XX sobresale la del psiquiatra e historiador de la medicina Vicente Peset Llorca (Sevilla, 1914–Valencia, 1981) –que da nombre a la biblioteca del instituto– , entre cuyos trabajos sobresalen sus estudios sobre el ambiente médico valenciano en torno a Gregorio Mayáns, recogidos en sus libros Mayáns y los médicos (1972) y Gregori Mayans i la cultura de la Il.lustració (1975). Tras su fallecimiento, su hermano Juan Peset Llorca donó al instituto su biblioteca, incluidos sus ficheros, papeles y notas de investigación.

## Sede del instituto: Palacio Cerveró
La sede del instituto es el Palacio Cerveró, situado en el Barrio de la Seu, a pocos metros de las Torres de Serranos, en el centro histórico de la ciudad de Valencia. Es un edificio de planta irregular del siglo XVIII de típica composición barroca, que consta de semisótano, entreplanta, principal de gran altura y planta superior. La fachada principal presenta portada de piedra moldurada y frontis con escudo nobiliario de estilo rococó. El escudo ostenta las armas de don Ignacio Cerveró (ciprés golpeado por dos salvajes con mazas), los emblemas de la familia Aznar (dos leones y una panela), la familia Caldés (tres calderos) y la familia Tena (un brazo empuñando una espada). A través de la puerta principal se accede, atravesando un zaguán con entrevigado de madera, a un patio flanqueado por cuatro arcos, ubicándose al fondo la notable escalera por la que se accede a las plantas superiores. 
Don Ignacio Cerveró Aznar era hijo de José Cerveró y María Aznar, el cual contrajo matrimonio con Vicenta Caldés Tena, de ahí que en el escudo de la puerta conste los emblemas de ambas familias. En el siglo XIX, con un hijo de estos, el linaje de los Cerveró se extinguió. A partir de este momento la casa sufrió diversos usos: sede de Juzgados, centro de estudios, vivienda particular, etc.

## Enlaces de interés
- Institut Interuniversitari López Piñero
- Institut Interuniversitari López Piñero (seu UV)
- Artículo sobre la historia del Instituto de Historia de la Ciencia y Documentación López Piñero
- Nota sobre la arqueología del Palacio Cerveró

- Datos: Q5918226